# 기성용
기성용(奇誠庸, 1989년 1월 24일~)은 대한민국의 축구 선수로 현재 K리그1 포항 스틸러스에서 센터백, 오른쪽 풀백, 수비형 미드필더로 활동 중이며 2012년 하계 올림픽 동메달리스트이다.
광주직할시 광산구 임곡동 출신으로, 종교는 개신교(예장통합)이며 축구 감독이던 아버지 기영옥의 권유로 축구를 시작했다. 광양제철중학교 축구부에 다니던 중, 축구와 영어를 배우기 위해 2001년 오스트레일리아로 유학을 갔다. 5년 후 대한민국에 다시 돌아와 금호고등학교 축구부에 들어갔다. 하지만 트랜스퍼마켓이나 한국프로축구연맹 기록에 의하면 2001년부터 2004년까지 존 폴 칼리지 소속으로 되어 있으며, 2004년에 금호고등학교 축구부에 등록된 후 2006년에 졸업한 것으로 기록되어 있다. 2012년 잉글랜드 프리미어리그에 진출해 10번째 한국인 프리미어리거가 됐다.

## 구단 경력

### FC 서울
금호고등학교 졸업 후 오스트레일리아 그리피스 대학교에 입학했지만 1년 만에 대한민국으로 돌아와 2006년 FC 서울에 입단했다. 그러나 그 해에는 공식 경기에 단 1경기도 출전하지 못했다. 2007년부터 FC 서울에 셰놀 귀네슈 감독이 부임한 이후 경기 출전횟수를 늘려가기 시작하였다. 3월 4일 대구와의 리그 홈경기(2:0)에서 데뷔했고 2007 K리그에서 20경기에 출전했지만 공격 포인트를 쌓진 못했다. 2008 시즌 부상 후유증으로 시즌 초반 경기에 출전하지 못 하였으나 4월 2일 수원과의 컵대회 경기에서 선발 출전한 것을 시작으로 팀의 주전 미드필더로 활약하였고 8월 대구와의 경기에서 프로 데뷔 후 첫 골을 성공시켰다. 한편 절친한 팀 동료 이청용과 함께 비슷한 시기에 자리를 넓혀가기 시작하였다. 2008 시즌이 끝난 후 열린 시상식에서 있었던 시즌 베스트 11 투표에서 가장 많은 표를 얻으며 베스트 11에 선정되었다. 또한 최연소 베스트 11이 됐다는 사실로 눈길을 모으기도 했다. 그 전까지 최연소 베스트 11은 1998년의 고종수(당시 21살)였으나 기성용이 19살의 나이로 경신하게 됐다.
2009 시즌을 앞두고 K리그 감독들을 대상으로 벌인 설문조사에서 가장 데려오고 싶은 선수에 선정되었다. 뿐만 아니라 유럽 무대에서도 관심은 끊이지 않았고, 결국 2009년 8월에 스코틀랜드 프리미어리그의 셀틱이 새 시즌을 앞두고 전력을 보강하기 위해 러브콜을 보내왔다. 그러나 이 때는 K리그 시즌이 한창 진행 중이었던 데다가, 소속팀인 FC 서울에서는 앞서 주축 미드필더 이청용을 EPL의 볼튼 원더러스로 이적시킨 마당에 기성용까지 팀을 이탈하면 전력에 큰 누수가 생길 것을 우려하였기 때문에, 양 팀은 기성용이 리그 일정이 모두 종료된 이후인 2010년 1월에 셀틱에 합류하는 것으로 합의를 보았고, 8월 28일에 FC 서울이 공식 홈페이지를 통해 기성용의 이적을 발표하였다. 이에 기성용은 시즌 후반기에도 소속팀 FC 서울의 핵심 선수로 활약하며 리그 3위 수성과 6강 플레이오프 진출에 힘을 보탰으며 시즌 종료 후 12월 24일 FC 서울 홈페이지에 작별 인사를 남겼다.

### 셀틱

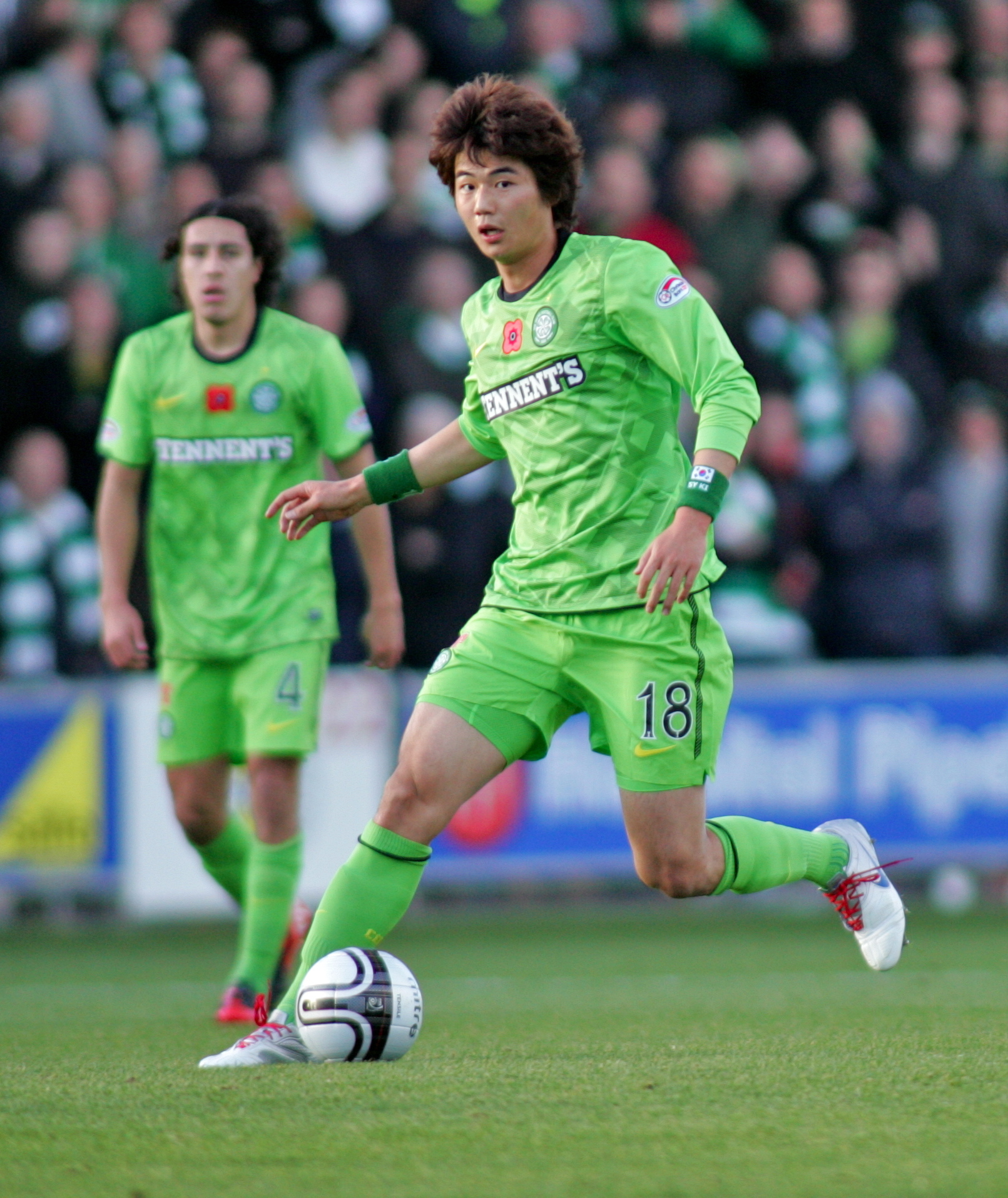
2010년 셀틱에서 뛰고 있는 기성용

2009년 12월 21일 서울 강남에서 공식 입단식을 가졌으며 2010년 1월 17일 폴커크와의 리그 경기에서 데뷔전을 치러 좋은 모습을 보였다. 하지만 이후 주전 경쟁에 어려움을 겪어 경기 출전 기회가 줄어들자 이적 가능성을 암시하기도 하였다. 그러나 남아공 월드컵 이후 경기 출전 횟수를 늘려가기 시작하였고 2010-11 시즌 중반 스콧 브라운이 부상으로 이탈한 사이 좋은 모습을 보이자 주전 미드필더로 도약하였다. 2011-12 시즌이 종료된 후 퀸즈 파크 레인저스로의 이적설이 불거졌으며 런던 올림픽에서 동메달 획득으로 병역 면제가 주어지자 아스널, 풀럼, 아틀레티코 마드리드, 나폴리, 맨체스터 시티, 바이엘 레버쿠젠 등 빅 리그 유수의 클럽들이 영입 경쟁에 뛰어들었다는 보도가 이어졌다.

### 스완지 시티

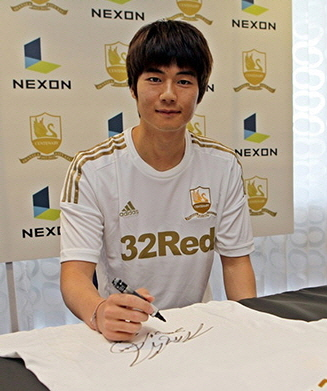
스완지 시티의 기성용

2012년 8월 24일 프리미어리그 스완지 시티와 당시 스완지 구단 사상 최고액인 600만 파운드(약 108억원)의 이적료를 기록하며 3년 계약을 체결하였다. 등번호는 그의 전임자였던 조 앨런이 사용했던 24번을 부여받았고, 데뷔전은 2012년 8월 28일, 리그컵 반즐리와의 경기에서 선발 출장하여 76분을 뛰며 팀의 3-1 승리를 이끌어내는 것으로 치렀다. 기성용은 2012년 9월 1일, 선덜랜드와의 3라운드 경기에서 후반 32분, 미추와 교체되어 15분 정도를 뛰면서 프리미어리그 데뷔전을 치르게 되었다. 이 후 미카엘 라우드루프 감독의 점유율을 위주로 짧고 정확한 패스를 구사하는 스페인식 축구 전술 하에서 리언 브리턴, 요나탄 더휘즈만 등과 함께 스완지 시티의 중원의 주축 수비형 미드필더로 활약하였고, 때로는 중앙 수비수로도 출전하는 등 다양한 포지션을 소화하였다. 이러한 활약으로 팀이 데뷔 시즌에 프리미어리그 9위와 리그컵 우승을 달성하는데 일조하며 프리미어리그 데뷔 시즌을 성공적으로 치루었다.
그러나 2013-14 시즌을 앞두고, 리그컵 우승으로 UEFA 유로파리그 진출권을 획득한 스완지 시티가 전력을 보강하면서 존조 셸비, 호세 카냐스, 알레한드로 포수엘로 등 미드필더 자원을 대거 영입하고, 이 때 경기 출전 기회를 두고 라우드루프 감독과의 불화까지 겹치면서 출전 기회를 보장받지 못하게 되자, 보다 많은 출전 시간을 확보하기 위해 이적을 추진하게 되었다.

#### 선덜랜드 임대

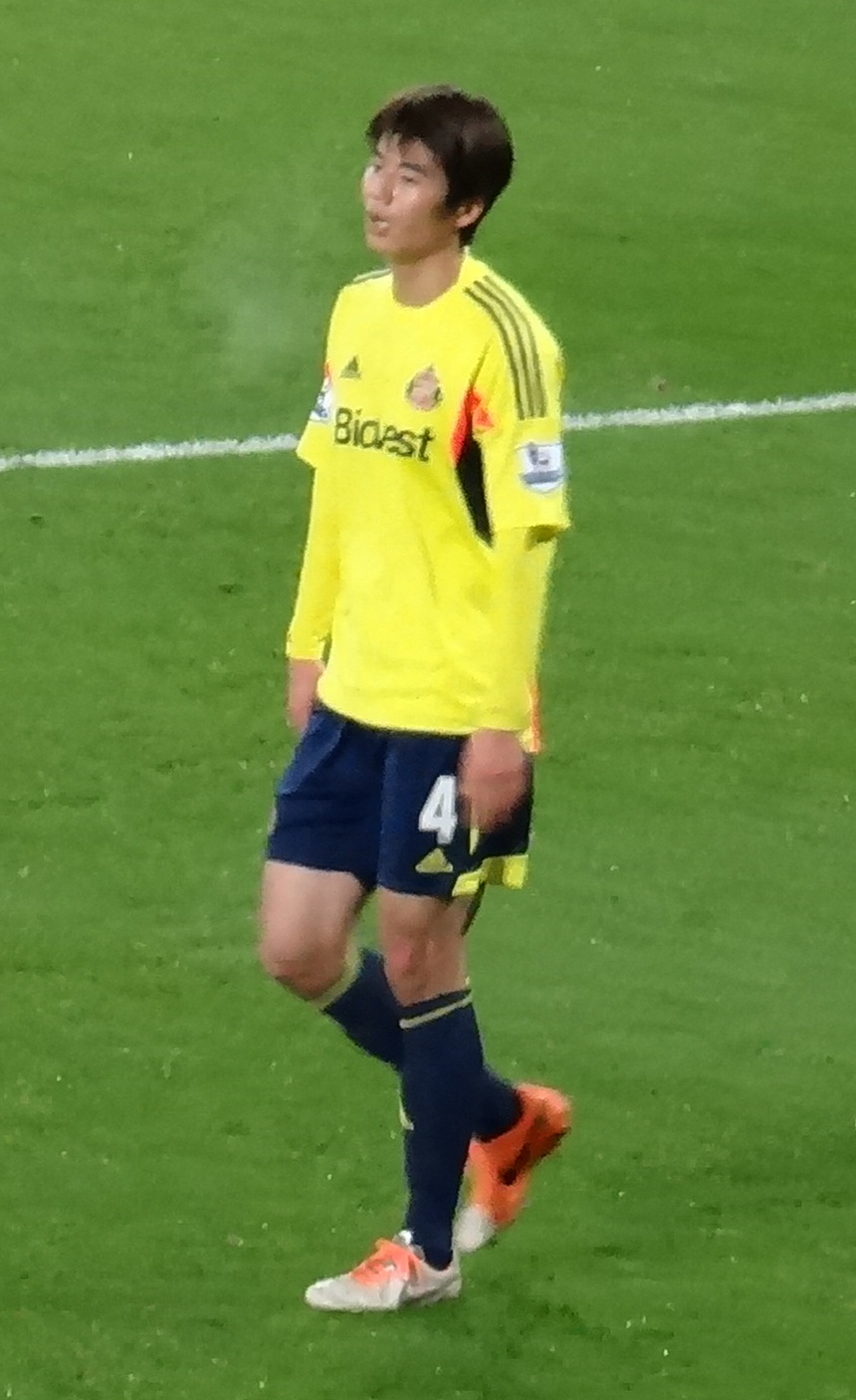
2013년 12월, 선덜랜드에서 임대로 뛰고 있는 기성용

2013년 8월 31일 여름 이적시장에서 스완지 시티에서 선덜랜드로 1년간의 임대가 결정되었고, 등번호 4번을 부여받고 활약하게 되었다. 기성용은 선덜랜드 입단 초기에는 팀에 완전히 적응하지 못하여 그다지 인상적인 모습을 보이지 못했으나, 당시 파올로 디 카니오 감독이 경질되고 구스타보 포예트 감독이 부임하면서부터 주전으로 도약하기 시작하였다.
포예트 감독은 자신의 4-1-4-1 전술 하에서 기성용에게 그가 이전 시즌에 맡았던 것과는 다르게 좀 더 공격적인 역할을 부여하였고, 이 포지션에서 기성용은 기대 이상의 활약을 펼쳤다. 컵대회 첼시전에서 쐐기골을 넣었고, 리그 에버튼전에는 에버튼 수비진의 실수를 틈타 팀 하워드 골키퍼의 퇴장을 유도하는 동시에 페널티킥을 얻어냈고, 이것을 자신이 직접 차 넣는 것으로 프리미어리그 데뷔골을 기록했다.
풀럼전에서는 리그 2호 골을 기록하는 동시에 환상적인 패스로 애덤 존슨에게 완벽한 득점 찬스를 만들어 주는 어시스트를 하는 등 최고의 활약을 보였고, 리그컵 준결승 2차전 맨체스터 유나이티드 전에서는 가가와 신지와의 미니 한일전이 화제가 되기도 했는데, 기성용은 이 경기에서 1도움과 승부차기 성공으로 팀의 결승 진출에 큰 역할을 하였다. 이 후 선덜랜드는 리그 컵 결승전에서 리그 최강 팀인 맨체스터 시티를 상대로 파비오 보리니가 선제골을 넣어 전반은 1-0으로 리드 등 선전했으나, 후반 야야 투레, 사미르 나스리, 헤수스 나바스에게 연속으로 실점하여 1-3 역전패를 기록, 아쉬운 준우승에 만족해야 했다.

#### 스완지 시티 복귀
선덜랜드 임대를 시작으로 원 소속팀인 스완지와의 결별 절차를 밟는 것으로 보였으나, 이전에 기성용과 불화가 있었던 미카엘 라우드루프 감독이 성적 부진으로 시즌 도중 경질되고 개리 몽크 감독이 부임하였고, 전 시즌 영입된 미드필더들이 좋은 모습을 보여주지 못하고 팀을 떠나자, 2014-15 시즌을 앞두고 스완지 시티로 복귀하였다.
스완지 시티로 복귀한 이후에도 몽크 감독의 신임하에 주전 중앙 미드필더로 완전히 자리잡은 기성용은 2014-15 시즌 개막전에서 맨체스터 유나이티드를 상대로 리그 개막 첫번째 골이자 선제골을 기록하여 팀의 승리를 이끌었고, 중원에서 경기를 조율하는 동시에, 퀸즈 파크 레인저스, 헐 시티, 선덜랜드를 상대로 한 경기에서는 득점도 기록하는 등 훌륭한 활약을 보이며 스완지 공격과 수비를 조율하는 핵심 역할을 담당하게 되었다.
2015년 2월 21일 스완지의 리버티 스타디움에서 열린 맨체스터 유나이티드와의 프리미어리그 26라운드에서 존조 셸비가 올린 크로스를 받아서 시즌 5호 동점골을 기록하였다. 경기에서 스완지 시티가 2:1로 승리하였다.
기성용은 2014-15 시즌을 2경기 남기고 무릎 뼛조각 제거 수술을 받고 시즌을 마쳤다. 2014-15시즌에 그는 프리미어리그에 33경기 출전해 8득점을 올리며 프리미어리그 아시아 선수 역대 최고 득점을 기록했다. 또, 리그에서 2690분을 뛰었는데 이는 2005-06시즌 이영표가 기록한 2735분에 이어 한국인 프리미어리그 출전시간 2위 기록이다. 시즌을 마치고 그는 팬들이 뽑은 스완지 시티 올해의 선수로 선정되었다.
2015-16 시즌도 출발은 매우 순조로웠다. 개막 경기는 첼시와의 승부였는데, 기성용은 이경기에서 부상을 당했고 팀은 2-2 무승부를 기록했다. 기성용은 0-1로 뒤지고 있던 맨체스터 유나이티드전에 교체로 출전해 복귀하였으며, 2-1로 역전승에 기여하였다. 하지만 왓포드전을 시작으로 스완지는 부진에 빠졌으며, 이 부진은 몽크 감독을 경질에까지 이르게 했다. 그 이후 프란체스코 구이돌린 감독이 새로 부임하게 되는데, 기성용은 리언 브리턴, 길비 시귀르드손, 잭 코크, 레로이 페르에 밀려 출전수가 감소하게 되었다. 하지만 기성용은 시귀르드손이 부상으로 출전을 하지 못할 때 모두 배로의 어시스트를 받아 웨스트햄과의 경기에서 시즌 2호골을 넣는데 성공하여 귀돌린의 찬사를 듣게 된다.
2018 시즌 스완지 시티는 2월 11일 0시(한국시간) 영국 웨일스 스완지에 위치한 리버티 스타디움에서 열린 2017-18 잉글리시 프리미어리그(EPL) 27라운드 번리와의 경기에서 기성용의 결승골에 힘입어 1-0 승리를 기록했다. 카를로스 카르발랄 감독이 부임한 이후 공수에서 안정감을 되찾으며 반등에 성공했다. 리버풀, 아스널 등 강팀을 상대로 모두 승리하며 꼴찌 탈출에도 성공했다. 이날 경기 역시 좋은 경기력은 유지됐다. ‘돌풍의 팀’ 번리를 상대로 안정적인 수비를 펼쳤다. 5백뿐만 아니라 중원에서 기성용, 톰 캐롤, 샘 클루카스 등의 중원 장악력도 나쁘지 않았다. 그러나 조던 아예우와 네이선 다이어 등은 측면에서 활발한 움직임과 스피드를 보여줬지만 마지막 세밀한 패스가 잘 이뤄지지 않았다. 몇 번의 슈팅 찬스는 모두 닉 포프의 선방에 막히고 말았다. 해결사로 기성용이 나섰다. 후반 36분 노턴이 중앙으로 치고들어오면서 아크 서클 쪽으로 패스를 내줬고, 아예우가 그대로 흘렸다. 뒤에서 대기하던 기성용이 강력한 중거리 슈팅으로 시즌 1호골을 터트렸다.
2018, 3.4 잉글랜드 프로축구 프리미어리그 스완지시티의 기성용이 리그 2호 골과 2호 어시스트를 터뜨렸다.  4일(현지시간) 웨일스 스완지 리버티 스타디움에서 열린 웨스트햄과 홈경기에 2선 왼쪽 미드필더로 선발 출전해 전반 8분 팀의 선취 골을 넣었다. 기성용은 상대 팀 페널티 지역 아크서클 앞에서 공을 잡은 뒤 상대 수비수를 제치고 왼발 슛을 날려 골망을 흔들었다. 기성용은 또한 전반 32분 왼쪽 코너킥 키커로 나서 정확한 크로스를 날렸고, 팀 동료 마이크 판 데르 호른이 헤딩골로 연결해 어시스트를 추가했다.

### 뉴캐슬 유나이티드
2018년 6월 29일, 뉴캐슬 유나이티드와 2년 계약을 맺으며 입단했고, 등번호 4번을 부여받았다.
그러나 2019-20시즌 스티브 브루스 감독 체제에서 다른 선수들에게 밀려 여러 번 결장했고, 결국 2020년 1월 31일 상호 합의하에 계약 해지를 하며 뉴캐슬을 떠나게 됐다.

### RCD 마요르카
뉴캐슬에서 퇴단한 기성용은 국내 복귀를 타진했으나 무산되었으며, 이후 스페인 클럽으로의 입단이 유력해지다가 2020년 2월 25일 RCD 마요르카 입단이 확정되었다.

### FC 서울 복귀
2020년 7월 19일 FC 서울 입단에 합의하면서 11년 만에 K리그로 복귀하였다. 2020시즌에는 반 시즌동안 5경기에 출전했다.
2021년 3월 7일에 열린 수원 FC와의 경기에서 대지를 가르는 롱패스를 통해 나상호의 골을 어시스트하면서 화제를 모았다. 2021년 3월 21일에 열린 인천 유나이티드와의 경기에서 서울 복귀 이후 첫 골을 기록했다.

### 포항 스틸러스
2025년 7월 3일 포항 스틸러스가 기성용 영입을 공식 발표했다. 등번호 40번을 달고 뛰며, 시즌 종료 후 은퇴 예정이다.

## 국가대표팀 경력
대한민국 U-20 대표팀에 선발되었으며 2007년 FIFA U-20 월드컵에 참가했다. 2007년 9월 8일 바레인과의 경기로 첫 U-23 대표팀 경기를 치렀고, 2008년 하계 올림픽에 참가했다.
2008년 9월 5일 요르단과의 친선경기에서 데뷔하여, 2008년 9월 10일 조선민주주의인민공화국과의 2010년 FIFA 월드컵 예선에서 A매치 2경기 만에 첫 득점을 올렸고, 바로 다음 경기인 2008년 10월 11일 우즈베키스탄과의 친선경기에서 두 번째 A매치 득점을 기록하였으며, 2009년 6월 6일 아랍에미리트와의 2010년 FIFA 월드컵 예선에서 세 번째 A매치 득점을 성공시켰다. 2010 FIFA 월드컵에서는 팀내 최연소 선수(당시 21세)로 참가, 모든 경기에 주전으로 나왔으며 그리스전과 나이지리아전에서 두 번 모두 프리킥으로 이정수의 골을 도왔다.
2011년 AFC 아시안컵에서 일본과의 준결승전 경기에서 페널티킥 선제골을 기록하고 원숭이 흉내를 내어 문제가 되기도 했다. 기성용은 일본 관중이 내건 욱일기를 보고서 화가 나 이 같은 행동을 했다고 밝히기도 했다.

2012년 하계 올림픽에서는 중앙 미드필더로 전경기 출전하였고, 동메달을 획득해 병역특례를 받았다. 특히 8강전인 영국전에서는 승부차기 마지막 키커로 나서 골을 기록하며 대한민국의 4강 진출을 이끌어냈고, 골닷컴 선정 올림픽 축구 베스트 일레븐에 팀 동료 윤석영과 함께 이름을 올렸다.
2014년 FIFA 월드컵 예선 과정에서는 최강희 전 국가대표 감독을 트위터 비밀 계정으로 비난하였던 것이 뒤늦게 밝혀져 논란이 되기도 하였으며, 이에 대해 대한축구협회로부터 경고 처분을 받았다. 이후 석 달 만에 최강희 감독에게 공개 사과하였다.
브라질 월드컵에서는 비록 국가대표팀이 예선에서 탈락했지만, 주전 미드필더로 조별 예선 3경기에 모두 출전하여 대표팀 내 최고 평점을 받는 등 존재감을 과시했다.
2014년 12월 22일 발표된 2015 AFC 아시안컵 최종 명단에 포함되었다. 이 대회를 앞두고 울리 슈틸리케 감독에 의하여 구자철을 대신해 새롭게 대표팀 주장에 임명되었으며, 조별 예선부터 토너먼트 결승전까지 전 경기(6경기)에 출전하여 대표팀이 아시안컵 준우승을 달성하는데 일조하였다.

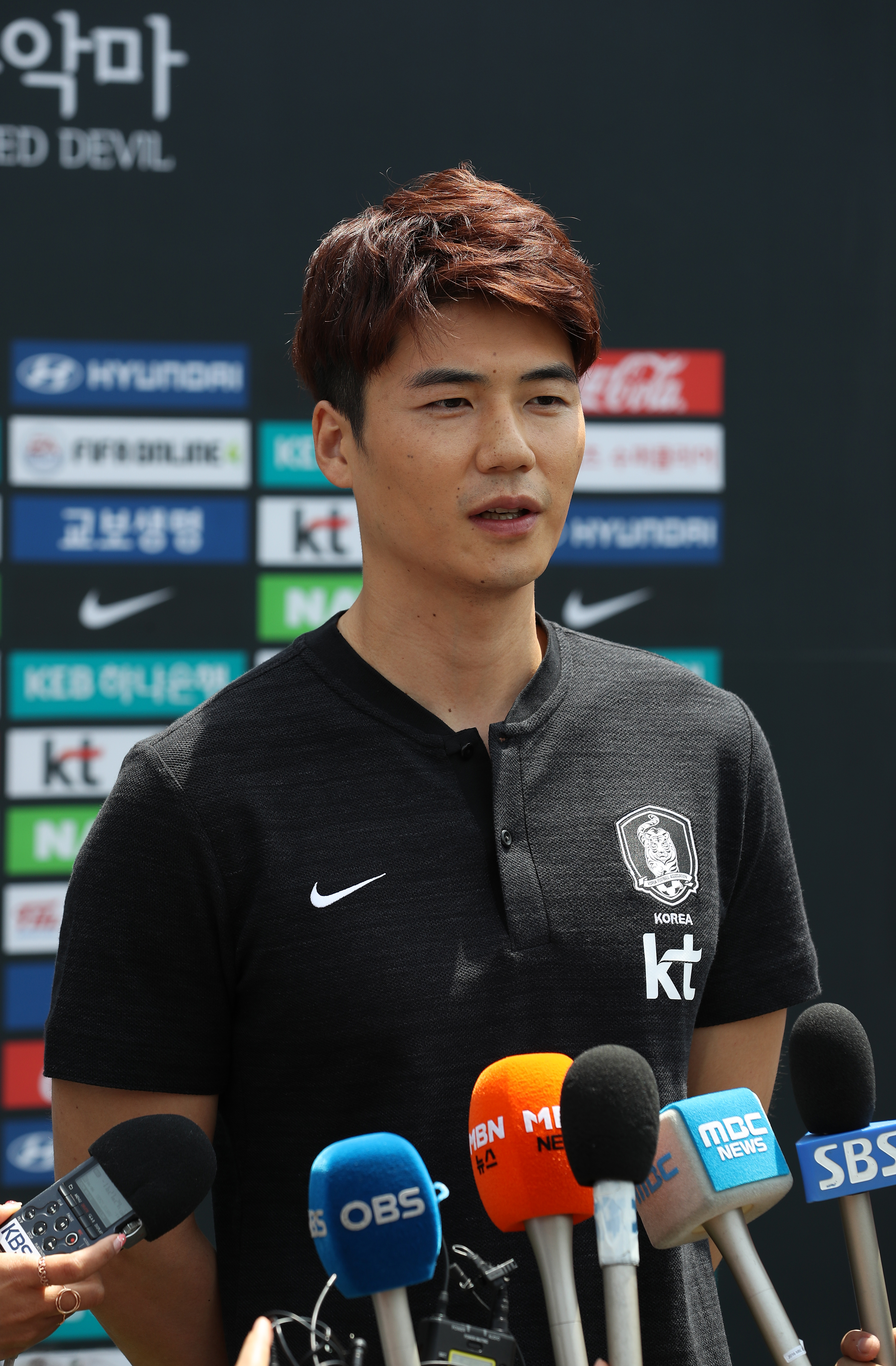
Ki with South Korea at the 2018 FIFA World Cup

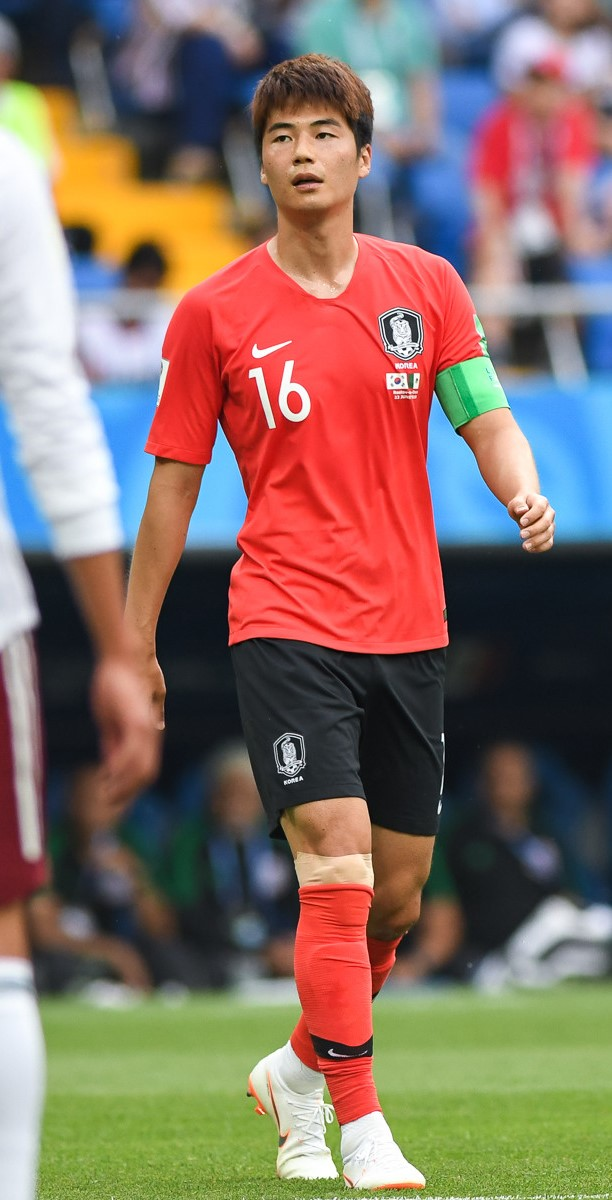
Ki playing for South Korea at the 2018 FIFA World Cup

러시아 월드컵에서는 대표팀의 주장으로서 대한민국 대표팀을 이끌었다. 다만 왼쪽 종아리 부상으로 조별리그 3차전 독일전에는 결장했다.
2019년 1월에 열린 2019년 AFC 아시안컵 본선 도중 오른쪽 허벅지 뒷근육 부상이 악화되어 국가대표팀에서 스스로 나왔으며, 조별리그 첫경기 대한민국 대 필리핀 경기를 마지막으로 태극마크를 반납했다. 기성용은 2018년 FIFA 월드컵이 끝난 뒤 국가대표팀 은퇴 의사를 내비쳤고, 이번 아시안컵이 대표선수로서 마지막 대회가 될 것으로 공언했다. 기성용이 자신의 의사를 번복하지 않는다면 대표팀에서 영구 은퇴하게 된다. 기성용이 태극마크를 반납한 후, 국가대표팀의 중원은 황인범이 맡게 됐다.

## 경력 통계

### 클럽
- 2023년 5월 28일 기준

| 클럽       | 클럽              | 클럽                    | 리그 | 리그 | 컵            | 컵            | 리그컵            | 리그컵            | 대륙   | 대륙   | 총계 | 총계 |
| 시즌       | 클럽              | 리그                    | 출장 | 득점 | 출장          | 득점          | 출장              | 득점              | 출장   | 득점   | 출장 | 득점 |
| 대한민국   | 대한민국          | 대한민국                | 리그 | 리그 | 대한민국 FA컵 | 대한민국 FA컵 | 리그컵            | 리그컵            | 아시아 | 아시아 | 합계 | 합계 |
| ---------- | ----------------- | ----------------------- | ---- | ---- | ------------- | ------------- | ----------------- | ----------------- | ------ | ------ | ---- | ---- |
| 2006       | FC 서울           | K리그1                  | 0    | 0    | 0             | 0             | 0                 | 0                 | -      | -      | 0    | 0    |
| 2007       | FC 서울           | K리그1                  | 16   | 0    | 3             | 0             | 6                 | 0                 | -      | -      | 25   | 0    |
| 2008       | FC 서울           | K리그1                  | 21   | 4    | 1             | 0             | 6                 | 0                 | -      | -      | 28   | 4    |
| 2009       | FC 서울           | K리그1                  | 27   | 3    | 1             | 0             | 4                 | 1                 | 8      | 1      | 40   | 5    |
| 스코틀랜드 | 스코틀랜드        | 스코틀랜드              | 리그 | 리그 | 스코틀랜드 컵 | 스코틀랜드 컵 | 스코틀랜드 리그컵 | 스코틀랜드 리그컵 | 유럽   | 유럽   | 합계 | 합계 |
| 2009-10    | 셀틱              | 스코틀랜드 프리미어리그 | 10   | 0    | 0             | 0             | 0                 | 0                 | 0      | 0      | 10   | 0    |
| 2010-11    | 셀틱              | 스코틀랜드 프리미어리그 | 26   | 3    | 4             | 1             | 3                 | 0                 | 2      | 0      | 35   | 4    |
| 2011-12    | 셀틱              | 스코틀랜드 프리미어리그 | 30   | 6    | 2             | 0             | 3                 | 0                 | 7      | 1      | 42   | 7    |
| 잉글랜드   | 잉글랜드          | 잉글랜드                | 리그 | 리그 | FA컵          | FA컵          | 풋볼 리그 컵      | 풋볼 리그 컵      | 유럽   | 유럽   | 합계 | 합계 |
| 2012-13    | 스완지 시티       | 프리미어리그            | 29   | 0    | 2             | 0             | 7                 | 0                 | -      | -      | 38   | 0    |
| 2013-14    | 스완지 시티       | 프리미어리그            | 1    | 0    | 0             | 0             | 0                 | 0                 | 2      | 0      | 3    | 0    |
| 2013-14    | 선덜랜드(임대)    | 프리미어리그            | 27   | 3    | 1             | 0             | 6                 | 1                 | -      | -      | 34   | 4    |
| 2014-15    | 스완지 시티       | 프리미어리그            | 33   | 8    | 0             | 0             | 1                 | 0                 | -      | -      | 34   | 8    |
| 2015-16    | 스완지 시티       | 프리미어리그            | 28   | 2    | 0             | 0             | 2                 | 0                 | -      | -      | 30   | 2    |
| 2016-17    | 스완지 시티       | 프리미어리그            | 23   | 0    | 1             | 0             | 1                 | 0                 | -      | -      | 25   | 0    |
| 2017-18    | 스완지 시티       | 프리미어리그            | 25   | 2    | 6             | 0             | 1                 | 0                 | -      | -      | 32   | 2    |
| 2018-19    | 뉴캐슬 유나이티드 | 프리미어리그            | 18   | 0    | 0             | 0             | 1                 | 0                 | -      | -      | 19   | 0    |
| 2019-20    | 뉴캐슬 유나이티드 | 프리미어리그            | 3    | 0    | 1             | 0             | 0                 | 0                 | -      | -      | 4    | 0    |
| 스페인     | 스페인            | 스페인                  | 리그 | 리그 | 코파 델 레이  | 코파 델 레이  | 코파 데 라 리가   | 코파 데 라 리가   | 유럽   | 유럽   | 합계 | 합계 |
| 2019-20    | 레알 마요르카     | 라리가                  | 1    | 0    | 0             | 0             | -                 | -                 | -      | -      | 1    | 0    |
| 대한민국   | 대한민국          | 대한민국                | 리그 | 리그 | 대한민국 FA컵 | 대한민국 FA컵 | 리그컵            | 리그컵            | 아시아 | 아시아 | 합계 | 합계 |
| 2020       | FC 서울           | K리그1                  | 5    | 0    | 0             | 0             | 0                 | 0                 | -      | -      | 5    | 0    |
| 2021       | FC 서울           | K리그1                  | 35   | 3    | 0             | 0             | 0                 | 0                 | -      | -      | 35   | 3    |
| 2022       | FC 서울           | K리그1                  | 35   | 0    | 4             | 1             | 0                 | 0                 | -      | -      | 39   | 1    |
| 2023       | FC 서울           | K리그1                  | 14   | 0    | 0             | 0             | 0                 | 0                 | -      | -      | 14   | 0    |
| 합계       | 대한민국          | 대한민국                | 153  | 10   | 9             | 1             | 16                | 1                 | 8      | 1      | 186  | 13   |
| 합계       | 스코틀랜드        | 스코틀랜드              | 66   | 9    | 6             | 1             | 6                 | 0                 | 9      | 1      | 87   | 11   |
| 합계       | 잉글랜드          | 잉글랜드                | 187  | 15   | 11            | 0             | 19                | 1                 | 2      | 0      | 219  | 16   |
| 합계       | 스페인            | 스페인                  | 1    | 0    | 0             | 0             | 0                 | 0                 | 0      | 0      | 1    | 0    |
| 총 계      | 총 계             | 총 계                   | 407  | 34   | 26            | 2             | 41                | 2                 | 19     | 2      | 493  | 40   |

### 국가대표팀 A매치 골
| #  | 경기일     | 경기장소                             | 상대팀                 | 득점  | 결과           | 비고                                    |
| -- | ---------- | ------------------------------------ | ---------------------- | ----- | -------------- | --------------------------------------- |
| 1  | 2008-09-11 | 중국 상하이, 훙커우 경기장           | 조선민주주의인민공화국 | 1 – 1 | 1 – 1          | 2010년 FIFA 월드컵 아시아 지역 4차 예선 |
| 2  | 2008-10-11 | 대한민국 수원, 수원월드컵경기장      | 우즈베키스탄           | 1 – 0 | 3 – 0          | 친선경기                                |
| 3  | 2009-06-06 | UAE 두바이, 알막툼 스타디움          | 아랍에미리트           | 2 – 0 | 2 – 0          | 2010년 FIFA 월드컵 아시아 지역 4차 예선 |
| 4  | 2009-10-14 | 대한민국 서울, 서울월드컵경기장      | 세네갈                 | 1 – 0 | 2 – 0          | 친선경기                                |
| 5  | 2011-01-25 | 카타르 도하, 알가라파 경기장         | 일본                   | 1 – 0 | 2 – 2 (0-3(p)) | 2011년 AFC 아시안컵                     |
| 6  | 2015-10-13 | 대한민국 서울, 서울월드컵경기장      | 자메이카               | 2 – 0 | 3 - 0          | 친선경기                                |
| 7  | 2015-11-17 | 라오스 비엔티안, 라오스 신국립경기장 | 라오스                 | 1 – 0 | 5 – 0          | 2018년 FIFA 월드컵 아시아 지역 2차 예선 |
| 8  | 2015-11-17 | 라오스 비엔티안, 라오스 신국립경기장 | 라오스                 | 2 – 0 | 5 – 0          | 2018년 FIFA 월드컵 아시아 지역 2차 예선 |
| 9  | 2016-10-06 | 대한민국 수원, 수원월드컵경기장      | 카타르                 | 1 – 0 | 3 - 2          | 2018년 FIFA 월드컵 아시아 지역 3차 예선 |
| 10 | 2017-06-13 | 카타르 도하, 알사드 경기장           | 카타르                 | 1 – 2 | 2 - 3          | 2018년 FIFA 월드컵 아시아 지역 3차 예선 |

## 수상 내역
| FC 서울 - K리그1 ● 준우승 (1): 2008 - 리그컵 ● 우승 (1): 2006 ● 준우승 (1): 2007 셀틱 FC - 스코틀랜드 프리미어리그 ● 우승 (1): 2011-12 ● 준우승 (2): 2009-10, 2010-11 - 스코티시컵 ● 우승 (1): 2010-11 스완지 시티 AFC - EFL컵 ● 우승 (1): 2012-13 선덜랜드 AFC - EFL컵 ● 준우승 (1): 2013-14 대한민국 - 올림픽 축구 ● 동메달 (1): 2012 - AFC 아시안컵 ● 준우승 (1): 2015 ● 3위 (1): 2011 - AFC U-19 축구 선수권 대회 ● 3위 (1): 2006 | - 2001년 차범근 축구 대상 수상 - 2004년 도요타컵 MVP 선정 - 2008년 K리그 베스트 11 선정 - 2008년 윈저 어워즈 한국축구대상 베스트 11 선정 - 2009년 AFC 올해의 청소년 선수상 수상 - 2009년 K리그 베스트 11 선정 - 2010년 스코틀랜드 프리미어리그 10월의 영플레이어상 수상 - 2010년 Mnet 20's Choice: 20대가 선정한 가장 영향력 있는 20인 선정 - 2015년 스완지 시티 AFC 올해의 선수 선정 - 2018년 FIFA 센추리 클럽 가입 - 대한축구협회 올해의 선수상 : 2011, 2012, 2016 - AFC 아시안컵 드림팀 : 2015 - 2015년 AFC 아시안컵 맨 오브 더 매치 : vs. 호주 (조별리그) |

## 출연 광고
- 2010년 LG전자 디오스 김치냉장고 (차두리와 출연)
- 2011년 광주광역시
- 2011년 KEB 외환은행
- 2013년 파워에이드

## 논란
"답답하면 니들이 뛰던가"라는 말을 2013년 7월 4일 기자 김현회가 올린 칼럼에서 기성용이 비공개 트위터으로 작성했는데, 최강희 당시 대한민국 국가대표팀 감독을 비난하는 말을 작성한 것이 드러나면서 많은 비난을 받았다.
2014년 5월 28일 대한민국과 튀니지의 친선경기에서 국민의례 중 왼손을 가슴에 올리는 행동으로 많은 논란을 불러일으켰다. 또한 실제 청소년 대표팀 시절에도 이러한 일이 발생했다는 사실이 알려지면서 더욱 더 파장이 커졌다. 한편 기성용은 "부상 부위가 신경쓰여서 경례에 집중을 하지 못했다”고 해명했다. 이어 “큰 경기에서 (왼손 경례) 실수를 한 것은 잘못했다고 생각한다”며 “긴장을 많이 했던 것 같다. 많이 반성했고, 앞으로는 실수하지 않겠다”고 전했다.

## 그 외
- 2011년 경기대학교 사회체육과에 입학했다.
- 2013년 7월 1일 8세 연상의 배우 한혜진과 서울 삼성동 인터콘티넨탈 호텔에서 결혼식을 올렸다. 신혼여행은 일본으로 떠났다.
- 2014년 국민대학교 스포츠교육학에 입학했다.
- 2015년 9월 13일 배우자 한혜진이 딸 기시온을 출산했다.
- 기영옥의 아들로 운동 신경을 물려받았다.
- 차두리에게 식사 대접을 받은 뒤 그런 음식은 싫다는 트윗을 남겨 또 논란거리를 만들었다. 이에 차두리의 반응은 미묘한 뉘앙스의 리트윗. 참고로 차두리의 리트윗에서 혜성은 차두리의 '전 부인 이름', 김삼복은 '김치 삼겹살 볶음'이다. 그리고 기성용에게 식사대접을 하던 당시의 신혜성 씨는 임신 중. 그러나 차두리와 그 아내와 기성용은 매우 절친한 사이이며 차두리 아내는 기성용의 얼굴을 2~3차례 디스하고 서로가 서로를 까면서 놀 정도로 친한 사이다.

## 같이 보기
- A매치 100경기 이상 출전한 축구 선수 명단

## 참고 문헌
- 기성용 인터뷰 - 서형욱의 유럽축구기행 '유럽 200경기' 기성용은 지금 환절기
- 기성용 인터뷰 - '식스 오브 더 베스트'…기성용이 꼽은 최고의 선수·감독·경기는?
- 기성용, 그 남자의 책임감 (현지인터뷰/영상)